# Pulau Tekukor
Pulau Tekukor (en chinois : 德固哥岛, en malais : தேகுகொர் தீவு), est une île située dans le Sud de l'île principale de Singapour.

## Géographie
Elle s'étend sur une longueur d'environ 680 m pour une largeur approximative de 110 m. 

## Histoire
Connue aussi sous le nom de Pulau Penyabong ou de Dove Island, elle a servi de décharge de munitions. Plusieurs propositions ont été faites depuis les années 1980 pour la transformer en zone résidentielle, en centre de villégiature ou en parc écologique.